# Libro de las Lamentaciones

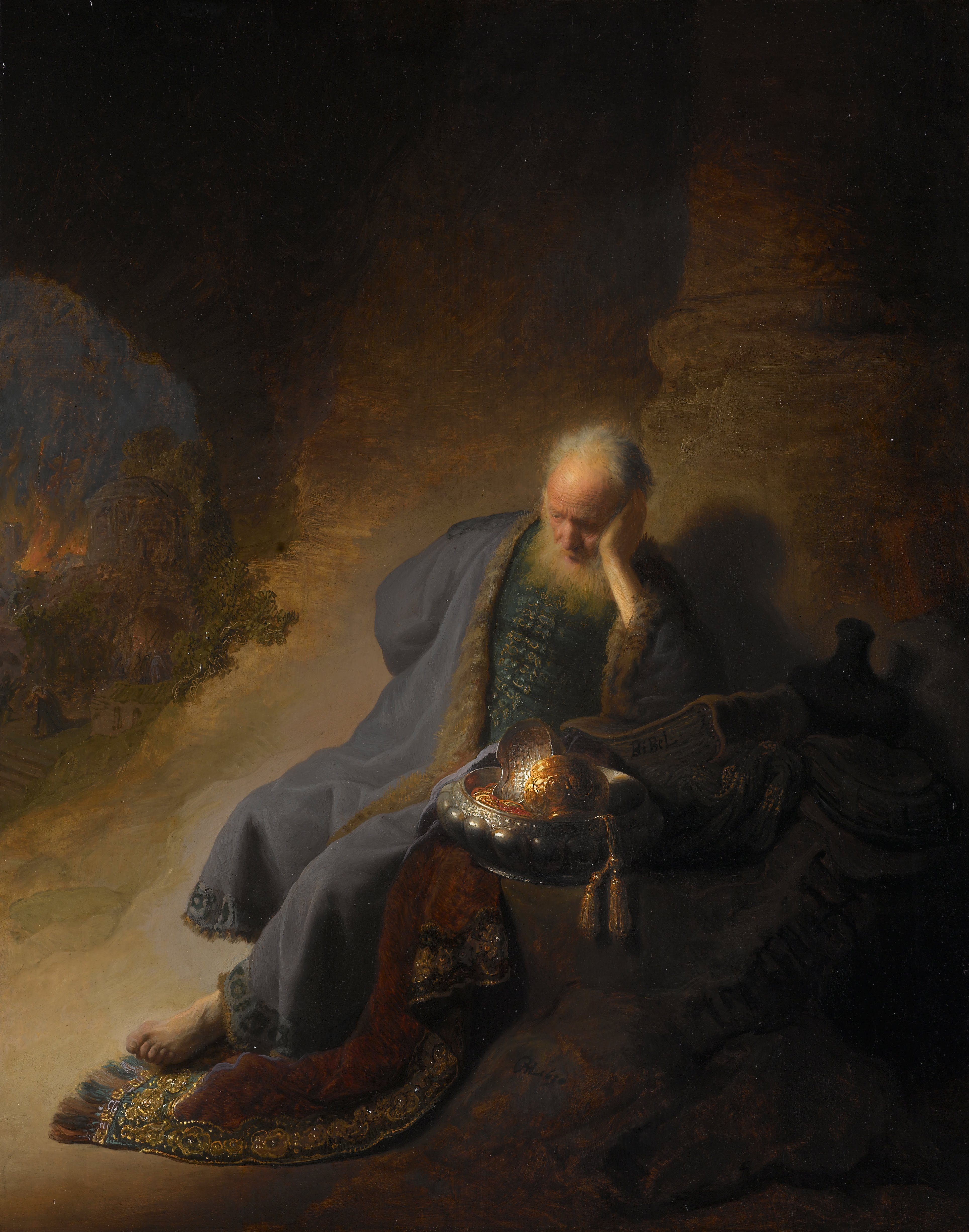
Jeremías lamentándose de la destrucción de Jerusalem, óleo de Rembrandt

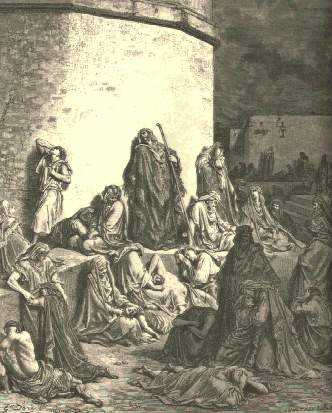
Las Lamentaciones de Jeremías.

El Libro de las Lamentaciones ( איכה ʾēḫā(h), Eikha), atribuido a Jeremías, es un documento del Antiguo Testamento de la Biblia, y también del Tanaj. 

## Nombre y ubicación
La Biblia cristiana lo ubica en las series de libros proféticos, entre Jeremías, a quien se atribuye su composición, y Ezequiel en las Biblias protestantes, y entre Jeremías y Baruc, en las ediciones católicas y ortodoxas. En tanto el Tanaj lo ubica en la sección correspondiente a los ‘Escritos’ o Ketuvim (כְּתוּבִים), entre Rut y  Eclesiastés. 
El nombre hebreo del libro es ekah. Más tarde, la literatura rabínica lo llamó qinot, que los LXX tradujeron como Trenos y la Vulgata por "Lamentaciones".

## Autor

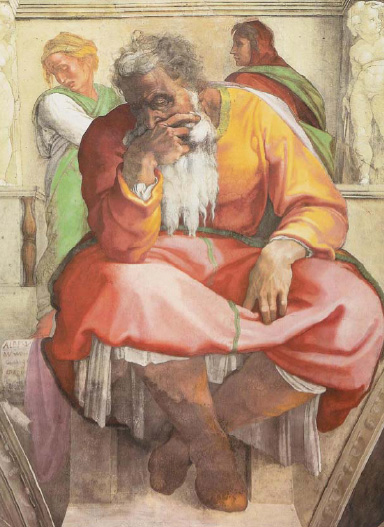
Fresco de Miguel Ángel en la Capilla Sixtina que representa al profeta Jeremías.

Tanto la tradición judía  como la cristiana atribuyen el libro a la pluma de Jeremías, apoyando sus afirmaciones en el hecho de que el contenido de los poemas corresponden a la época en que vivió el profeta. En la Septuaginta y en la versión de Torres Amat se relata que fue este profeta quien pronunció esas palabras al contemplar a Jerusalén devastada:

“Después que Israel fue llevado cautivo y quedó Jerusalén desierta, estaba sentado el profeta Jeremías llorando, y endechó sobre Jerusalén con la siguiente lamentación, y suspirando con amargura de ánimo y dando alaridos, dijo:”

Sin embargo, no hay prueba alguna de la autoría de Jeremías. El único indicio es una sola frase en II Crónicas: "Jeremías compuso una lamentación sobre Yosiyahu". A pesar de que en efecto el libro se escribió en forma inmediata a los hechos, es difícil certificar la atribución.
El primer problema es que Jeremías no parece un hombre inclinado a géneros tan complicados y difíciles como los poemas de lamentación; por otra parte, no formaba parte del partido proegipcio (el libro implora la ayuda del faraón), ni se alegró por la muerte de Sedecías (el libro la celebra), en cuanto a testimoniar contra las profecías, Jeremías aun siendo profeta sí lo hizo. Véase la confrontación entre Jeremías y Hananías sobre la duración de la cautividad de Israel.
Las teorías actuales sostienen que las Lamentaciones se escribieron en Jerusalén luego de la catástrofe de 587 a. C., pero no por la misma mano ni al mismo tiempo. Los autores verdaderos fueron obviamente judíos piadosos y versados en la Ley, y, con toda probabilidad, eran sacerdotes que conocían perfectamente el Libro de Jeremías. El capítulo 1 puede ser tan antiguo como de 597 a. C.
Por lo tanto, es difícil que las manifestaciones del Talmud, los LXX y el Tárgum en el sentido de que Jeremías escribió el texto puedan mantenerse. Las tres fuentes no hacen en realidad nada más que repetir la atribución de 2 Crónicas. 
Seguir a la antigua fuente solucionaba el problema de atribución con autoridad bíblica pero hoy se sabe que no corresponde a la autoridad.

## Época
Salvo el capítulo 1, las Lamentaciones fueron escritas en Jerusalén en fecha posterior a la caída de la ciudad en manos de los caldeos y deben haber servido para las ceremonias religiosas que persistieron en el templo luego del Exilio.

## Utilización
Como los textos se refieren al arrepentimiento por las desobediencias que causaron la catástrofe bélica, junto con el duelo de la ciudad y sus habitantes, los judíos las recitan en el gran ayuno que conmemora la destrucción del Primer Templo de Jerusalén a manos de los babilonios.

## Contenido
El libro contiene cinco poemas de lamentación, los cuatro primeros acrósticos (empezados por orden alfabético con la letra hebrea correspondiente de las 22 del alfabeto hebreo) por la destrucción de Jerusalén tras haber caído en manos de Nabucodonosor II en 587 a. C.
Las teorías actuales sostienen que las Lamentaciones se escribieron en Jerusalén luego de la catástrofe de 587 a. C., pero no por la misma mano ni al mismo tiempo. 
Evocan, por tanto, la destrucción de Judá y el horror del sitio de la ciudad. 

### Primera lamentación
El poeta llora la catástrofe personificando a la ciudad como una princesa abandonada y castigada a causa de sus muchas transgresiones, en forma de alegoría.

### Segunda lamentación
Se conduele del castigo tan severo que Yahvéh envía a los judíos: el hambre y sus consecuencias: los niños desfallecen, los cadáveres inundan las calles, y exige a la ciudad que haga penitencia.

### Tercera lamentación
Equipara su propio sufrimiento con el del resto de la ciudad, anuncia la esperanza de Sion y anhela para sí la misericordia divina

### Cuarta lamentación
Nueva lamentación que deplora la gloria pasada del templo de Jerusalén, ahora destruido, y el abandono en que se encuentra la ciudad. Trae a la memoria la parábola de las vasijas de barro, obra de manos del alfarero.

### Quinta lamentación
Es un fuerte grito que pide ayuda, una lamentación de todo el pueblo que implora que Yahvéh se acuerde de su pueblo y lo ayude. La Vulgata latina la titula "Oración del profeta Jeremías".

## Características particulares
Las cinco endechas, trenos o elegías son independientes unas de otras y presentan características distintas. La tercera es una lamentación individual; la quinta una colectiva y la primera, segunda y cuarta constituyen oraciones fúnebres.
Las cuatro primeras configuran cantos alfabéticos en los cuales cada verso comienza con una letra hebrea distinta. Sin embargo, el orden alfabético de la lamentación primera es totalmente distinto de los de la segunda, tercera y cuarta.